# Mary (Turkmenistan)
Mary is een stad in Turkmenistan en is de hoofdplaats van de provincie Mary.
In 1989 telde Mary 92.290 inwoners.
De stad ontleent haar naam aan de historische stad Merv, waarvan de nabijgelegen ruïnes op de UNESCO-lijst van Werelderfgoed staan. 
Ahal · Balkan · Daşoguz · Lebap · Mary

Turkmenistan · provincies
- Bibliothèque nationale de France: cb13601801d (data)
- Library of Congress Control Number: n98074889
- Nationale Bibliotheek van Israël: 987007538065505171
- Système universitaire de documentation: 053508890
- Virtual International Authority File: 151451323